# Gwiazdosz potrójny

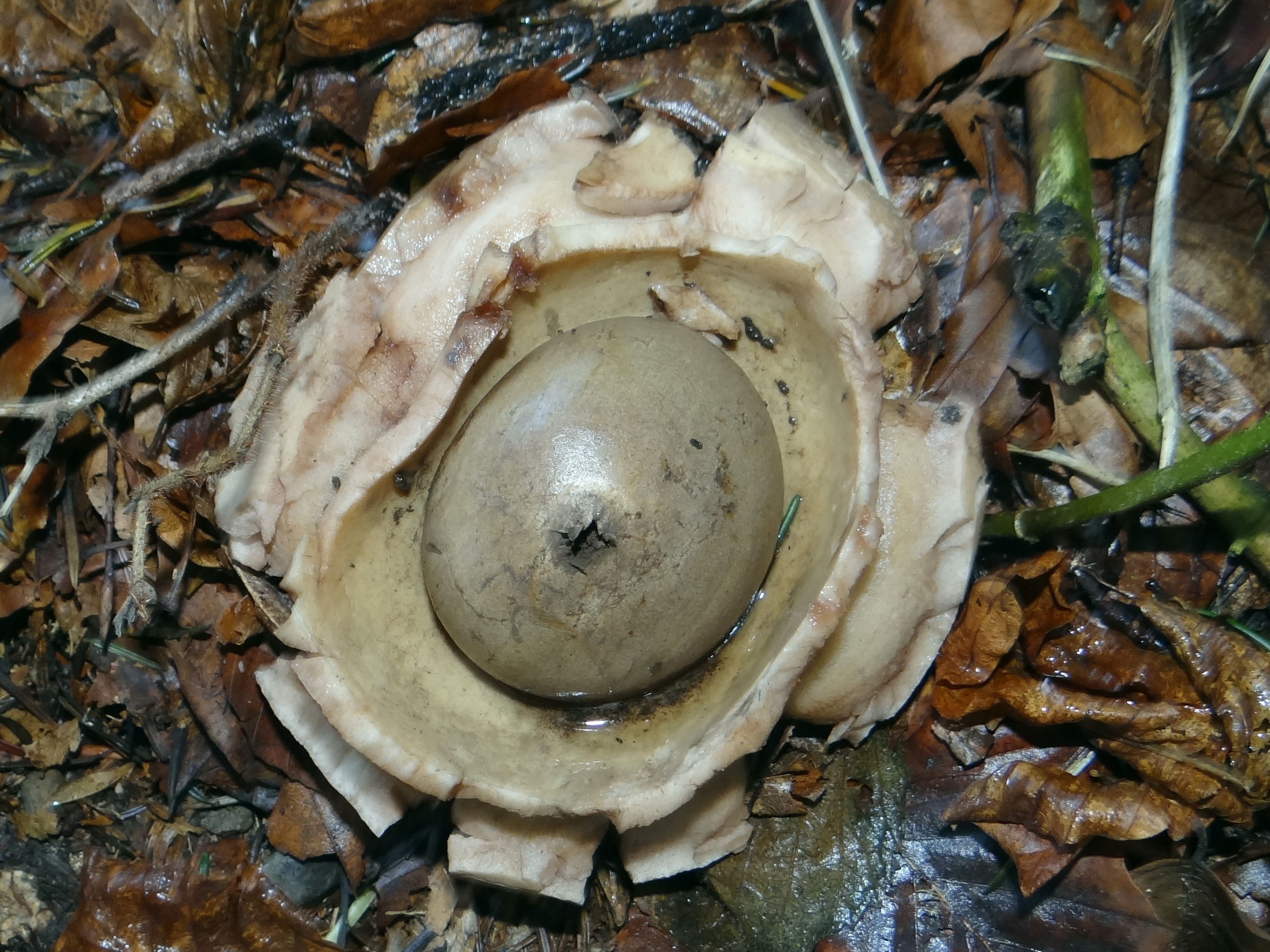

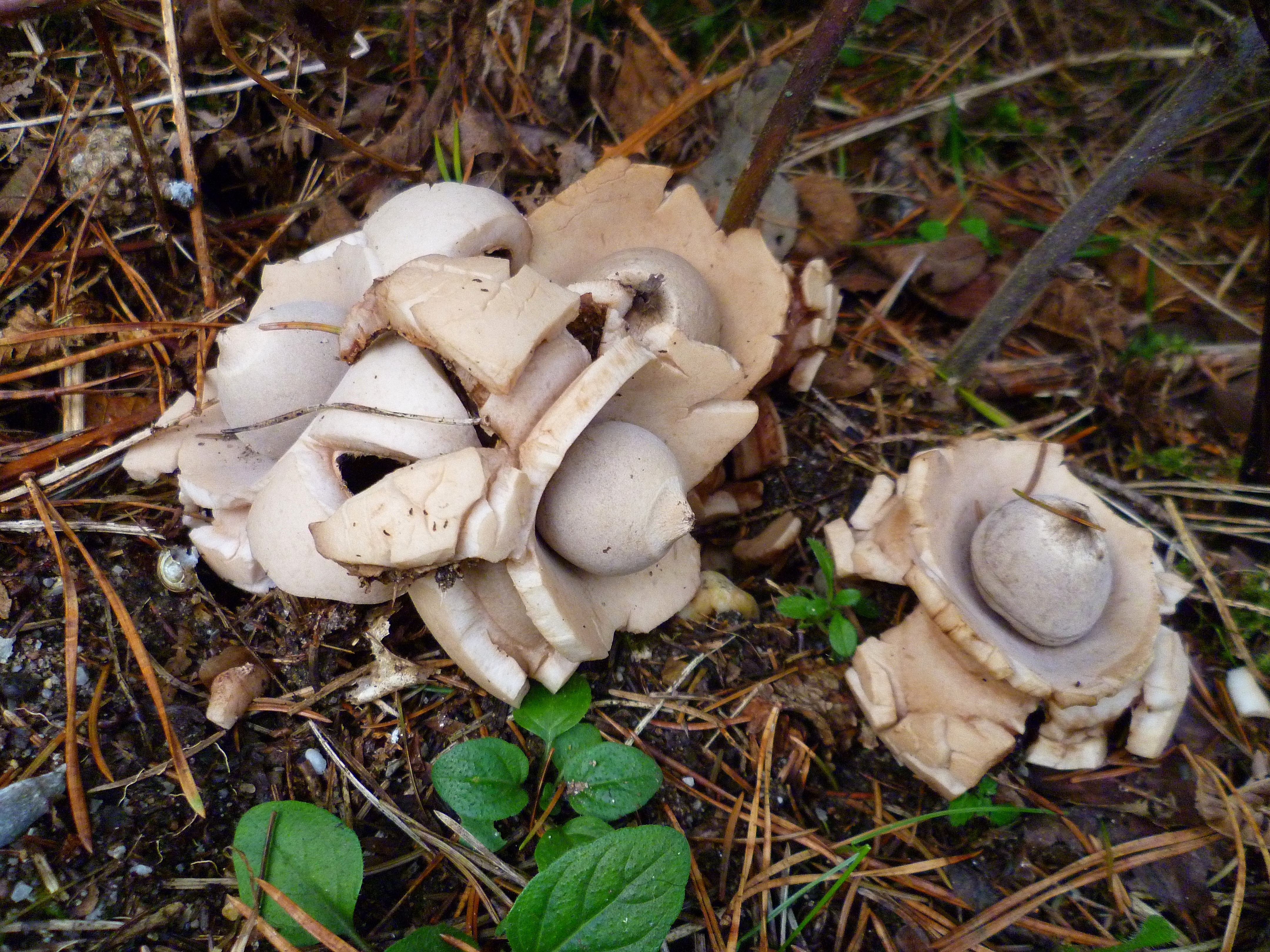

Gwiazdosz potrójny (Geastrum triplex Jungh.) – gatunek grzybów należący do rodziny gwiazdoszowatych (Geastraceae).

## Systematyka i nazewnictwo
Pozycja w klasyfikacji według Index Fungorum: Geastrum, Geastraceae, Geastrales, Phallomycetidae, Agaricomycetes, Agaricomycotina, Basidiomycota, Fungi.
Po raz pierwszy opisał go Franz Wilhelm Junghuhn w 1840 r. Niektóre synonimy nazwy naukowej:
- Geastrum michelianum W.G. Sm. 1873
- Geastrum tunicatum var. michelianum (W.G. Sm.) Sacc. 1862

Nazwę polską nadał Feliks Teodorowicz w 1939 r.

## Morfologia
Owocnik
Młode mają postać tzw. „jaja”, o charakterystycznym, cebulowatym kształcie i średnicy 3–5 cm. Jego powierzchnia jest jasnobrązowa, z wiekiem ciemniejsza, niekiedy nieco zaróżowiona. Jajo jest częściowo zagłębione w ziemi i przed pęknięciem pobrużdżone. Egzoperydium pęka do połowy na 5-8 mięsistych ramion, które rozchylają się gwiazdkowato. Tak rozwinięte owocniki osiągają średnicę od 5 do 18 cm. Wewnętrzna strona ramion jest gładka, jasno lub ciemnobrązowa, czasami z czerwonawym odcieniem, zazwyczaj w różny sposób popękana.
W tym samym czasie gdy pęka egzoperydium, mająca około 3 mm grubości ochrowoszara warstwa mięsista pęka tuż przy podstawie mięsistych ramion, jej brzegi odrywają się od warstwy włóknistej i tworzą szyjkowaty kołnierz otaczający warstwę wewnętrzną (endoperydium). Czasami kołnierz ten pozostaje tylko w postaci krążka. Endoperydium ma mniej więcej kulisty, czasami nieco spłaszczony kształt, średnicę 2–4 cm, jest pergaminowata, siedząca i bez apofizy. Ma początkowo taką samą barwę, jak warstwa mięsista, później staje się ochrowobrązowa. Otwiera się otworem w górnej części na środku. Brzeg tego otworu (perystom) jest niski, nieco wzniesiony i włóknisty. Kolumella dochodzi do połowy wysokości endoperydium. Gleba jest brązowa.
Cechy mikroskopowe
Zarodniki kuliste o rozmiarach 4,5-5,2 (5,8) μm. Pokryte są licznymi brodawkami o długości do 1 μm. Włośnia składa się z brązowych, nierozgałęzionych włókien o grubości do 7,5 μm.
Gatunki podobne
Mniejsze owocniki mogą być mylone z gwiazdoszem frędzelkowanym (Geastrum fimbriatum) lub rudawym (Geastrum rufescens). Gwiazdosza potrójnego jednak dość wyraźnie odróżniają od innych gatunków gwiazdoszy dwie cechy: duże rozmiary i obecność kołnierza.

## Występowanie i siedlisko
Występuje na wszystkich kontynentach, poza Antarktydą. W Europie jest szeroko rozprzestrzeniony, występuje od strefy śródziemnomorskiej i Wysp Kanaryjskich po Szwecję i Finlandię. W Polsce jest rzadki, znany zaledwie z kilkunastu stanowisk. Znajduje się na Czerwonej liście roślin i grzybów Polski. Ma status E – gatunek wymierający. Znajduje się na listach gatunków zagrożonych także w Belgii, Danii, Estonii, Litwie, Norwegii, Finlandii.
W Polsce był gatunkiem ściśle chronionym, od 9 października 2014 r. nie znajduje się już na liście gatunków chronionych.
Rośnie na ziemi bogatej w próchnicę w zaroślach, parkach i lasach liściastych (zwłaszcza pod bukami i dębami), przeważnie w miejscach zacienionych. Występuje także na zalesionych wydmach nadmorskich. Pojawia się pojedynczo lub w grupach.